# Зубчаниновка
Зубчаниновка — микрорайон (внутригородской посёлок) в  внутригородском Кировском районе города  Самары Самарской области России. Включён в состав города в 1942 году.

## Топоним
Топоним связан с фамилией Зубчанинов; её носил один из основателей поселения.

## География
Расположен на восточной окраине города. В посёлке около 100 улиц, переулков, проездов, расположенных на площади в 400 гектаров.

## История
В начале 1908 года организовалось общество устройства посёлка в 14 верстах восточнее Самары. Одним из организаторов был инженер Евгений Андреевич Зубчанинов. Посёлок предназначался для строительства дач работников железной дороги.
Во время гражданской войны через Зубчаниновку пролегал путь отхода белогвардейских войск после поражения от войск красноармейцев во время Сызрань-Самарской операции.
С 1918 года по 1930 год вдоль железнодорожной линии (в районе современной улицы Литвинова) существовал посёлок Эдельсоновский, названный так по фамилии Е. Н. Эдельсона (1824—1868), известного литературного критика и журналиста середины 19 века, друга А. Н. Островского. На данной территории находилось имение Ждановка, принадлежавшее его жене Е. А. Хардиной (Эдельсон). После смерти Хардиной в 1894 году земли Ждановки перешли по наследству её сыну Борису Евгеньевичу (умер в 1913 году). В 1918 году хозяйство Эдельсона было взято на учёт Самарским уездным комиссариатом земледелия, его земли стали сдавать в аренду нуждающимся для обустройства хозяйств. Так рядом с Зубчаниновкой появился Эдельсоновский посёлок. В 1930 году пленум Зубчаниновского сельсовета переименовал Зубчаниновский и Эдельсоновский посёлки в посёлок имени Войкова, а улицу Зубчанинова в улицу имени Дзержинского (ныне Чекистов). Объединение посёлков произошло, но название посёлок им. Войкова не прижилось.
Во время Великой Отечественной войны в Зубчаниновке были размещены на жительство семьи работников заводов, эвакуированных из западных районов РСФСР в посёлок Безымянка. Этот этап развития характерен массовым строительством на территории посёлка бараков для размещения рабочих, некоторые из которых сохранились до наших дней. В 1942 году территория Зубчаниновского сельского совета Молотовского сельского района Куйбышевской области вошла во вновь образованный Кировский район города Куйбышева. В послевоенное время посёлок расширился и сомкнулся с посёлком Восточный.

### Авиационная школа
В июле 1918 года в Самару прибыл эвакуированный из Харькова отдел Гатчинской авиационной школы, который разместился к юго-западу от посёлка Эдельсоновский, к югу от железнодорожной линии Самара — Уфа (в районе платформы Интернатная, функционировавшей во второй половине XX  века). 5 августа 1918 года Харьковский отдел Гатчинской авиационной школы был наименован как Военно-авиационная школа Народной Армии.
Авиашколе был отведён участок площадью 12 квадратных вёрст (эта территория примыкает к северо-западной части аэродрома Безымянка, основанного здесь 24 годами позже — в 1942 году).
В списках постоянного состава Военно-Авиационной Школы Народной Армии значились 15 человек. Десять мотористов различных категорий состояли в учебно-полётной части; один помощник лекаря в санитарной части; шесть мотористов различных категорий в моторной мастерской; четыре слесаря в слесарной мастерской; шесть краснодеревщиков, четыре белодеревщика, обойщик и трое портных в столярной мастерской; шесть шофёров в гараже, по одному: надсмотрщик склада, фотограф-лаборант, делопроизводитель и исполняющий обязанности счетовода, который был прикомандирован из Одесского Отделения Высшего Пилотажа. Среди технического персонала Школы было 18 прикомандированных военнопленных немцев и австрийцев. В списках переменного состава числилось 40 учеников-лётчиков. Имелось 23 самолёта (моделей «Альбатрос», «Фарман», «Моран "Л"» и тому подобное).
В сентябре 1918 года, в связи с наступлением белочехов, авиашкола была эвакуирована из Самары и в ноябре того же года прибыла на новое место дислокации в Курган.

## Инфраструктура
Большое количество зелёных насаждений, высаженных вдоль основных улиц, ранее характеризовавшее облик Зубчаниновки, сократилось ещё в довоенные годы. Бывший кинотеатр «Луч», в 2013 г. преобразован в Дом Культуры, где проводятся занятия по танцам, вокалу и театральному мастерству. Работает библиотека № 22. Имеется музей посёлка в здании школы № 34, а в школе № 147 работает музей, посвящённый Петру Матвеевичу Еськову — деятелю науки, поэту и старожилу посёлка. Имеются православный и кришнаитский храмы, мечеть.

## Известные жители
- Евгения Нестеровна Ганнибал, дальняя родственница Пушкина по линии его матери, Надежды Осиповны. Жила в посёлке с 1930-х по 1970-е годы[6]. Интересно, что соседний посёлок Смышляевка того же Волжского района Самарской области упоминается в записках А. С. Пушкина во время сбора им информации о восстании Пугачёва.

## Транспорт
Проходит Зубчаниновское шоссе, железная дорога. Автобусное сообщение с центром города. Действует ж/д платформа Зубчаниновка. Менее полукилометра от посёлка находится аэродром Смышляевка.